# Гуч, Никки
Николас Джон «Никки» Гуч (англ. Nicholas John "Nicky" Gooch; род. 30 января 1973) — британский шорт-трекист, бронзовый призёр зимних Олимпийских игр 1994 года, двукратный призёр чемпионата мира по шорт-треку 1991 и 1992 года, а также пятикратный призёр чемпионата Европы по шорт-треку 1997, 1998, 1999, 2000 и 2001 года. Участник зимних Олимпийских игр 1992, 1994, 1998 и 2002 года.

## Спортивная карьера
Николас Гуч родился в Рохамптон, пригороде Лондона. Тренировался на базе клуба «Aldwych Speed Club». В 1989 и 2002 годах Гуч параллельно с выступлениями занимал должность тренера по фигурному катанию. В 2002 году он был ассистентом главного тренера олимпийской сборной Великобритании, а в 2006 и 2010 года уже занимал должность непосредственно главного тренера.
Первая медаль в её карьере была получена во время чемпионата мира по шорт-треку 1991 года в австралийском городе — Сидней. Команда британских шорт-трекистов в мужской эстафете на 5000 м заняла третье место, пропустив вперёд соперников из Новой Зеландии (2-е место) и Австралии (1-е место).
Вторые в его карьере зимние Олимпийские игры 1994 года, что проходили в норвежском городе Лиллехаммер, принесли в его актив первую и единственную награду такого уровня. В финале забега на 500 м с результатом 43.68 он финишировал третьим и таким образом выиграл бронзовую медаль. Более высокие позиции он уступил соперникам из Италии (Мирко Вюйермен, 43.47 — 2-е место) и Южной Кореи (Че Жи-Хун , 43.45 — 1-е место).